# Hato Rey Central
Hato Rey Central es un barrio de la ciudad de San Juan, Puerto Rico. Según el censo de 2020, tiene una población de 14 395 habitantes.
Es parte del sector antiguo de Hato Rey, situado en la parte noroeste del disuelto municipio de Río Piedras.

## Geografía
El barrio está ubicado en las coordenadas 18°25′19″N 66°3′2″O / 18.42194, -66.05056. Según la Oficina del Censo de los Estados Unidos, tiene una superficie total de 2.67 km², de la cual 2.65 km² corresponden a tierra firme y 0.02 km² son agua.

## Demografía
Según el censo de 2020, hay 14 395 personas residiendo en el barrio. La densidad de población es de 5432.1 hab./km². El 12.66 % de los habitantes son blancos, el 7.45% son afroamericanos, el 1.30 % son amerindios, el 0.28 % son asiáticos, el 0.01 % son isleños del Pacífico, el 22.16 % son de otras razas y el 56.13 % son de una mezcla de razas. Del total de la población, el 98.43 % son hispanos o latinos de cualquier raza.

## Ubicación
Está delimitado por Hato Rey Norte al oeste; por el barrio Universidad hacia el sur; por el barrio Oriente, al este, y por Santurce al norte. El «Caño Martín Peña» separa Hato Rey Central de Santurce.
La sección del viaducto elevado del Tren Urbano con la estación Domenech se ubica en la Avenida Luis Muñoz Rivera esquina Ave. Ing. Manuel V. Domenech, en Floral Park.

## Subbarrios
Hato Rey Central se divide en cuatro subbarrios;

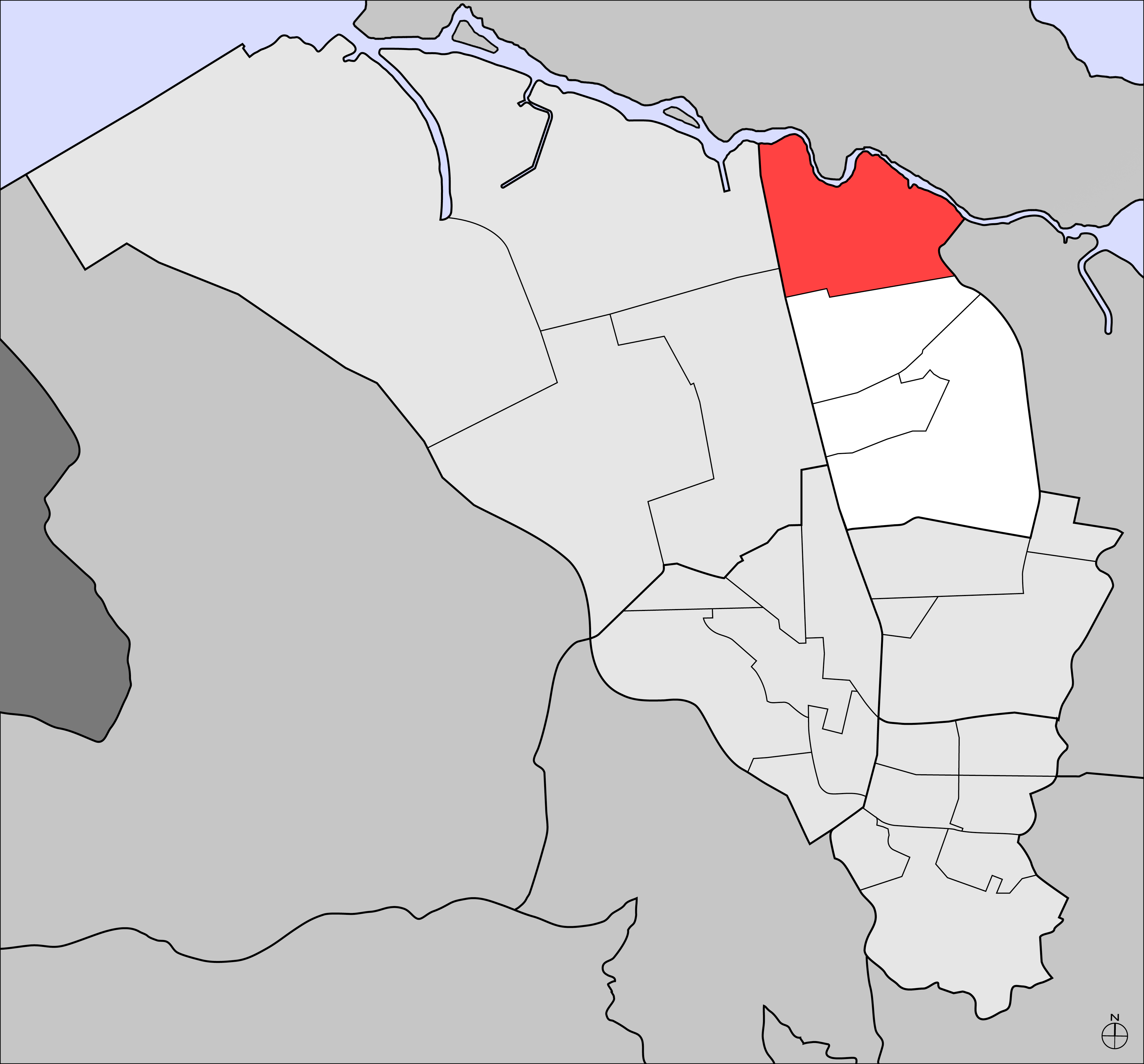
Las Monjas
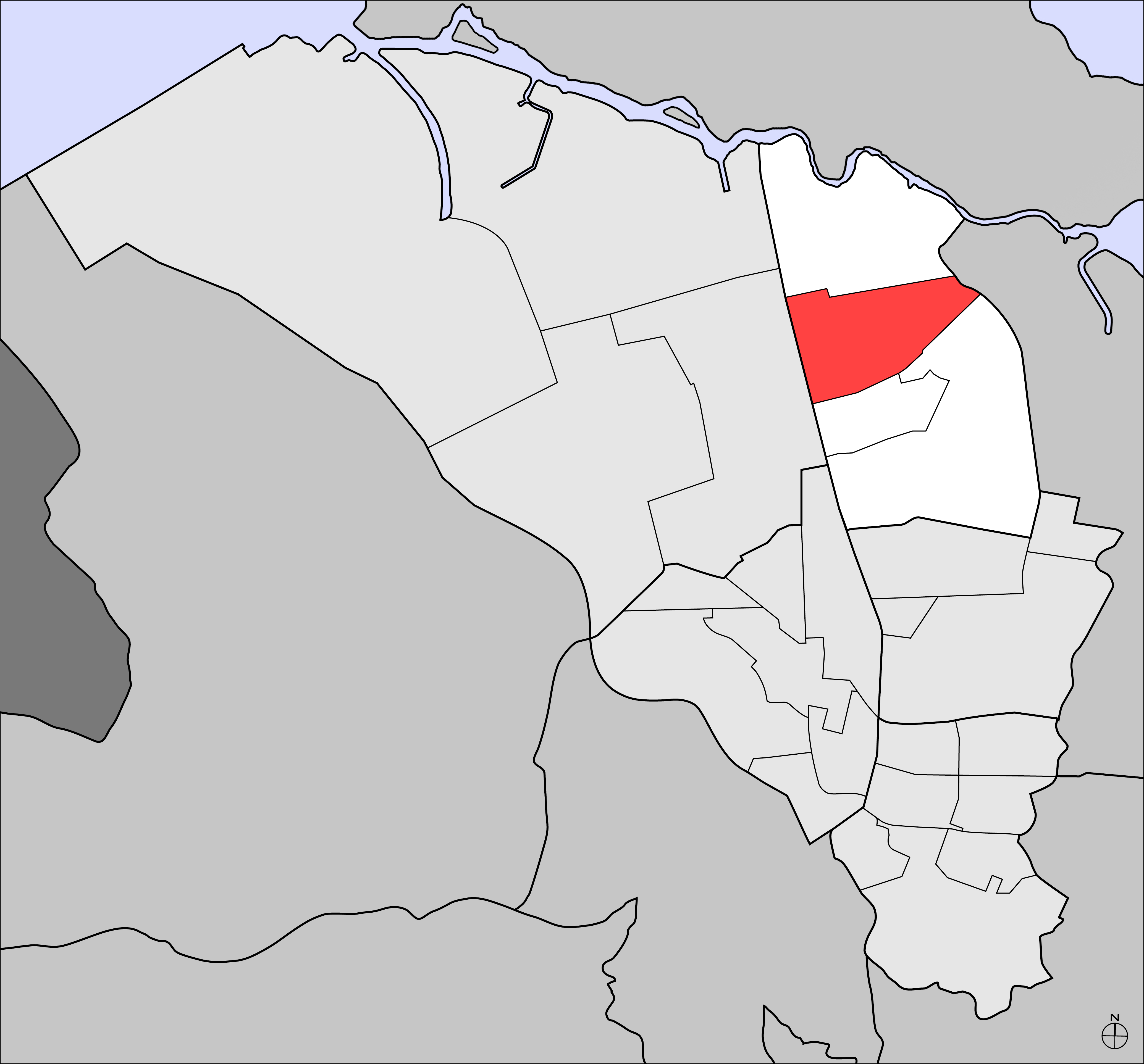
Ciudad Nueva
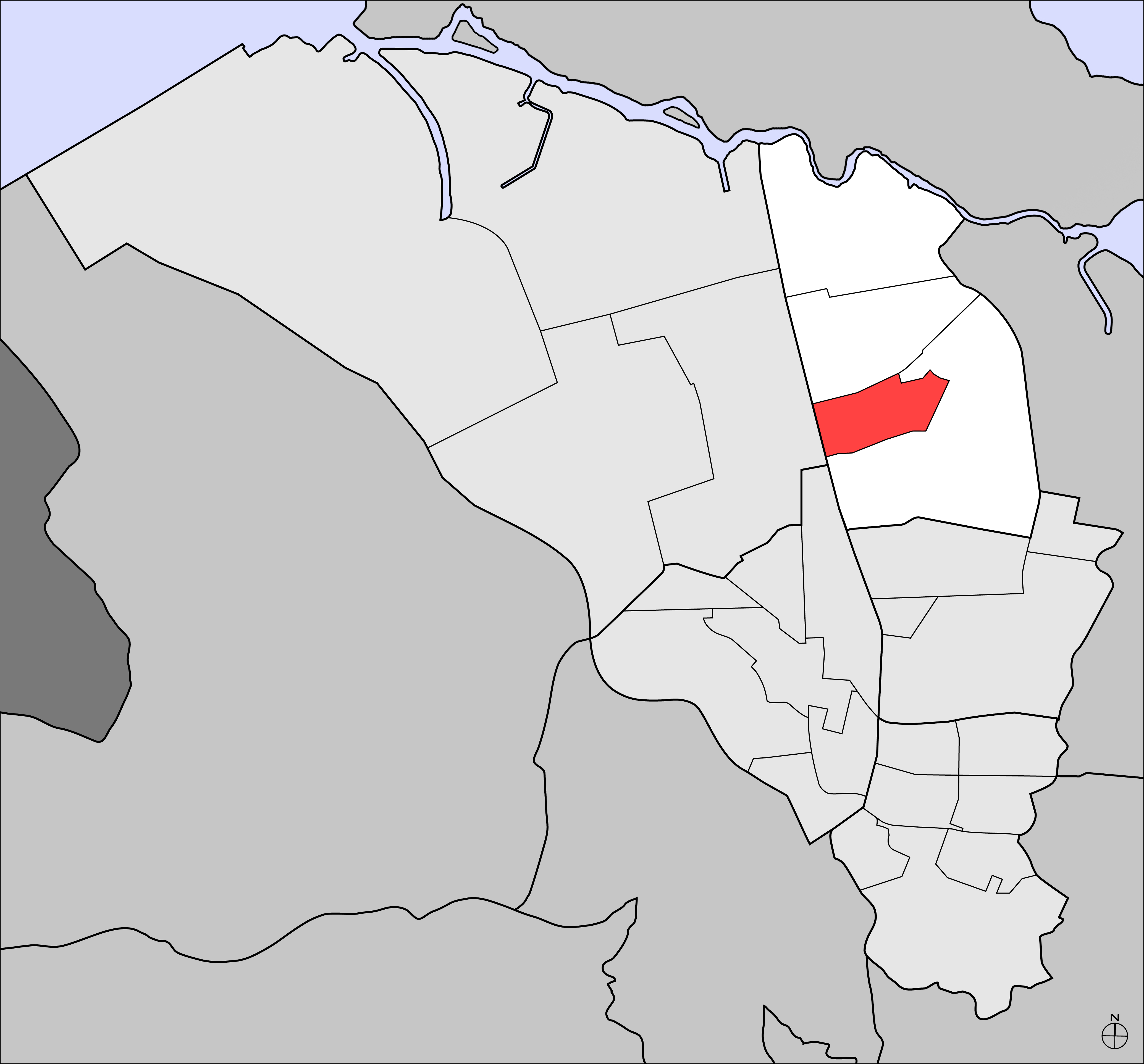
Floral Park
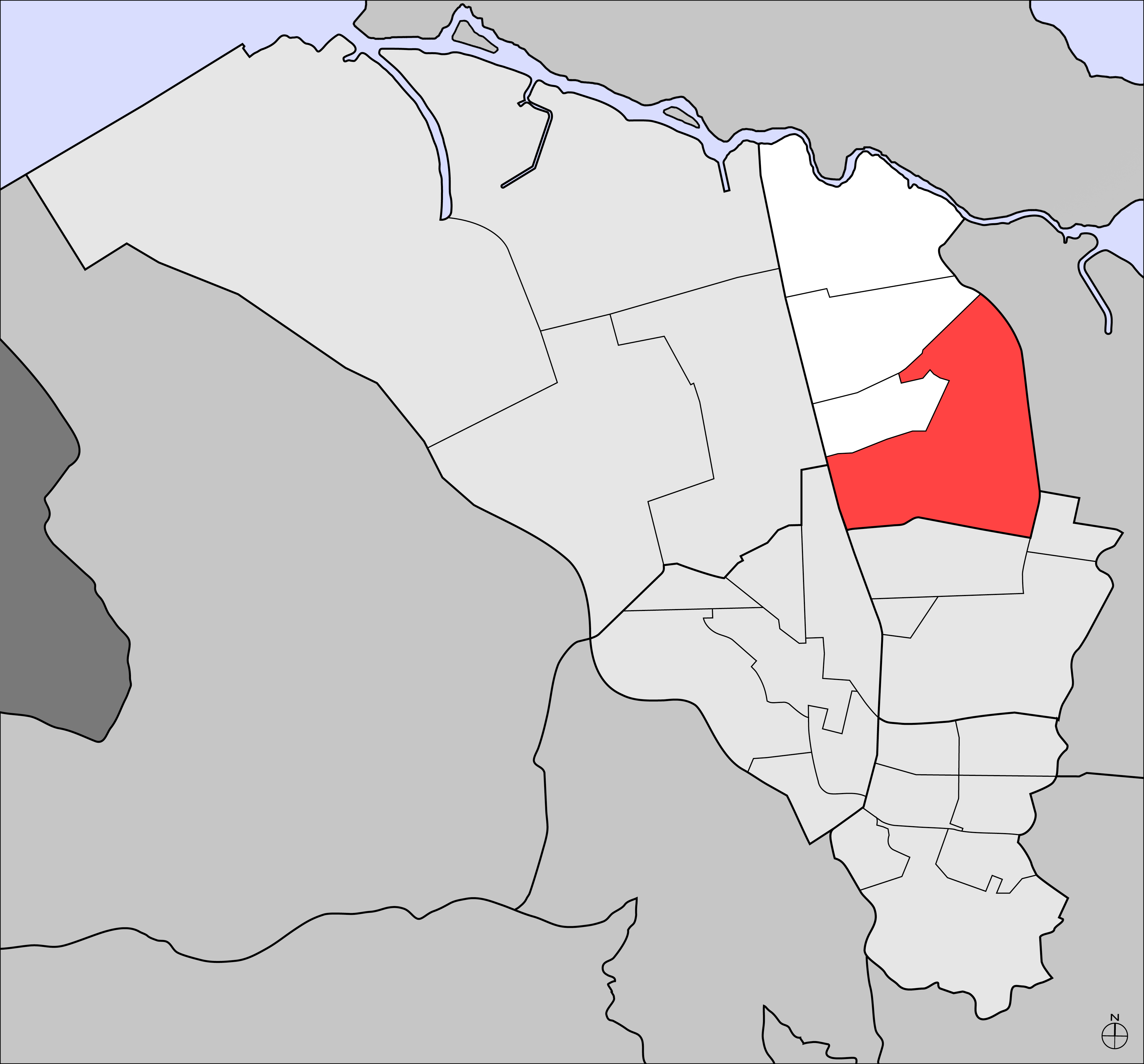
Quintana